# イグアスの滝国際空港
イグアスの滝国際空港（スペイン語: Aeropuerto Internacional Cataratas del Iguazu）は、世界三大瀑布の一つとして知られるイグアスの滝の最寄の空港のうち、アルゼンチン共和国ミシオネス州にある国際空港。

## 特色
アルゼンチン国土の内陸部の”象の鼻”のように伸びた部分の先端に位置するため、たとえ国内線でも隣国ブラジルやパラグアイの領空を通過しないと離着陸できない。

## 就航航空会社
- アルゼンチン航空（ブエノスアイレス）
- ジェットスマート・アルゼンチン（ブエノスアイレス）